# Claudin de Sermisy
Claudin de Sermisy (* ca 1495 in Frankrijk; † 1562 in Parijs) was een Franse zanger, componist en kapelmeester.

## leven
Rond 1508 was Claudin de Sermisy als zanger (koorknaap) actief in Parijs (Sainte-Chapelle). In dat jaar wordt hij door de Franse koning Lodewijk XII toegevoegd aan de Chapelle Royal. Samen met diens opvolger, Frans I, vertrok hij in 1515 naar Italië. Hij was ook aanwezig bij het bekende Champ du drap d'or in 1520, waar Frans I en Hendrik VIII van Engeland elkaar ontmoetten en waar de musici van beide vorstenhoven met elkaar musiceerden. Vanaf 1530 was hij sous-maistre van het koor van de Sainte-Chapelle. In 1533 werd hij kanunnik en in 1547 kapelmeester. Na zijn dood werd hij bijgezet in de Sainte-Chapelle.

## werk
Bij Pierre Attaingnant verschenen drie bundels met motetten, elf missen en een Passie. Beroemd werd hij echter vooral door zijn ruim 160 Chansons, die in talloze anthologieën verschenen. De teksten die de Sermisy koos, waren vaak al bekend en niemand heeft meer toonzettingen gemaakt op gedichten van Clément Marot dan hij. Typische onderwerpen zijn onbeantwoorde liefde, het genot van de drank, naast epigrammatische en scabreuze teksten. In verscheidene van de liederen krijgt ook de vrouw of het meisje stem. Meestal zijn zijn chansons vierstemmig, maar vaak zijn er ook driestemmige - eerdere - versies in omloop.

## bronnen
- Isabelle Cazeaux, "Claudin de Sermisy", The New Grove Dictionary of Music and Musicians, ed. Stanley Sadie. 20 vol. London, Macmillan Publishers Ltd., 1980. ISBN 1-56159-174-2
- Gustave Reese, Music in the Renaissance. New York, W.W. Norton & Co., 1954. ISBN 0-393-09530-4

- Biblioteca Nacional de España: XX1770200
- Bibliothèque nationale de France: cb13899672h (data)
- Gemeinsame Normdatei: 118764756
- International Standard Name Identifier: 0000 0001 0923 2316
- Library of Congress Control Number: n81048011
- Nationale Bibliotheek van Letland: 000049819
- MusicBrainz: 8ee34194-220d-4781-b6de-dc137bfbb3ef
- Nationale Bibliotheek van Tsjechië: jn20040312003
- Nationale Bibliotheek van Israël: 987007282833705171
- Nederlandse Thesaurus van Auteursnamen: 070465312
- Istituto Centrale per il Catalogo Unico: SBLV197581
- LIBRIS: 384133
- SNAC: w6xd2csz
- Système universitaire de documentation: 104622989
- Trove: 1067704
- Virtual International Authority File: 89469141
- WorldCat: E39PBJk4DPFQCb4KyCHRCtcMfq